# Приекули (Приекульский край)
При́екули (латыш. Priekuļi) — село на севере Латвии, административный центр Приекульской волости и Приекульского края. До 1 июля 2009 года входило в состав Цесисского района.
Расстояние до города Цесис 6 км, до Риги — 92 км.
Рядом с селом протекает река Вайве.
Через село проходят региональные автодороги P28 Приекули — Рауна и P30 Цесис — Вецпиебалга — Мадона. 

## История
Нынешнее поселение находится на территории бывшего поместья Фройденберг (Freudenberg).
В Приекули имеются: здание краевой администрации, разнообразные торговые заведения, кафе, парикмахерская, гостиница «Hotel Tigra», хостел, Государственное акционерное общество Приекульский селекционный институт, Приекульская средняя школа, Приекульский государственный сельскохозяйственный техникум, детское дошкольное образовательное учреждение «Mežmaliņa», художественная школа, подростковый образовательный центр, библиотека, Дом культуры, две частные врачебные практики, аптека, метеорологическая станция, спортивная база «Priekuļi», почтовое отделение.